# Centrale nucléaire de Lingen
Ne doit pas être confondu avec Usine AREVA de Lingen.
La centrale nucléaire de Lingen est une centrale nucléaire à l'arrêt depuis 1977. Elle est située à Lingen dans l'arrondissement du Pays de l'Ems (Emsland) en Basse-Saxe. C'est une des plus anciennes centrales nucléaires allemandes.

## Historique
La centrale nucléaire de Lingen a été mise en service en 1968. Elle a été équipée d'un réacteur à eau bouillante de 240 MW.
En 1977, la partie nucléaire de la centrale électrique a dû s'arrêter à la suite d'un endommagement dans le circuit de production de vapeur. Elle n'a pas été redémarrée. La décision de décommissionnement de la centrale a été prise en 1981. Le démontage a commencé en 1988
La centrale électrique appartenait au consortium VEW, depuis elle a été cédée à RWE.
Juste au sud de Lingen se trouve la centrale nucléaire d'Emsland qui a été mise à l'arrêt en avril 2023.